# Seriphium
Seriphium là một chi thực vật có hoa trong họ Cúc (Asteraceae).

## Loài
Chi Seriphium gồm các loài: